# Tour de France 1936
il Tour de France 1936, trentesima edizione della Grande Boucle, si svolse in ventuno tappe tra il 7 luglio e il 2 agosto 1936, per un percorso totale di 4 438 km.  
Fu vinto per la prima volta dal passista-scalatore belga Sylvère Maes (peraltro al primo podio al Tour dopo il quarto posto dell'anno precedente).
Si trattò dell'undicesima edizione in cui a trionfare fu un corridore del Belgio.
Sylvère Maes, ottavo belga vincente al Tour, terminò le. proprie fatiche sulle. Strade transalpine con il tempo di 142h47'32". 
Al secondo posto della graduatoria generale si classificò il passista-cronoman e scalatore francese Antonin Magne (per la quarta ed ultima volta sul podio di Parigi, stavolta come secondo classificato dopo un terzo posto nel 1930 e le due vittorie nel 1931 e nel 1934). 
Lo scalatore belga Félicien Vervaecke (al secondo podio consecutivo al Tour, sempre nella stessa posizione) si piazzò al terzo posto della classifica generale.

## Tappe
| Tappa  | Data      | Percorso                                      | km    | Vincitore di tappa | Leader cl. generale |
| ------ | --------- | --------------------------------------------- | ----- | ------------------ | ------------------- |
| 1ª     | 7 luglio  | Parigi > Lilla                                | 258   | Paul Egli          | Paul Egli           |
| 2ª     | 8 luglio  | Lilla > Charleville-Mézières                  | 192   | Robert Wierinckx   | Maurice Archambaud  |
| 3ª     | 9 luglio  | Charleville-Mézières > Metz                   | 161   | Mathias Clemens    | Arsène Mersch       |
| 4ª     | 10 luglio | Metz > Belfort                                | 220   | Maurice Archambaud | Maurice Archambaud  |
| 5ª     | 11 luglio | Belfort > Évian-les-Bains                     | 298   | René Le Grevès     | Maurice Archambaud  |
|        | 12 luglio | giorno di riposo                              |       |                    |                     |
| 6ª     | 13 luglio | Évian-les-Bains > Aix-les-Bains               | 212   | Éloi Meulenberg    | Maurice Archambaud  |
| 7ª     | 14 luglio | Aix-les-Bains > Grenoble                      | 230   | Theo Middelkamp    | Maurice Archambaud  |
| 8ª     | 15 luglio | Grenoble > Briançon                           | 194   | Jean-Marie Goasmat | Sylvère Maes        |
| 9ª     | 16 luglio | Briançon > Digne-les-Bains                    | 220   | Léon Level         | Sylvère Maes        |
|        | 17 luglio | giorno di riposo                              |       |                    |                     |
| 10ª    | 18 luglio | Digne-les-Bains > Nizza                       | 156   | Paul Maye          | Sylvère Maes        |
| 11ª    | 19 luglio | Nizza > Cannes                                | 126   | Federico Ezquerra  | Sylvère Maes        |
|        | 20 luglio | giorno di riposo                              |       |                    |                     |
| 12ª    | 21 luglio | Cannes > Marsiglia                            | 195   | René Le Grevès     | Sylvère Maes        |
| 13ª-1ª | 22 luglio | Marsiglia > Nîmes                             | 112   | René Le Grevès     | Sylvère Maes        |
| 13ª-2ª | 22 luglio | Nîmes > Montpellier (Cron. individuale)       | 52    | Sylvère Maes       | Sylvère Maes        |
| 14ª-1ª | 23 luglio | Montpellier > Narbonne                        | 103   | René Le Grevès     | Sylvère Maes        |
| 14ª-2ª | 23 luglio | Narbonne > Perpignano (Cron. individuale)     | 63    | Sylvère Maes       | Sylvère Maes        |
|        | 24 luglio | giorno di riposo                              |       |                    |                     |
| 15ª    | 25 luglio | Perpignano > Luchon                           | 325   | Sauveur Ducazeaux  | Sylvère Maes        |
|        | 26 luglio | giorno di riposo                              |       |                    |                     |
| 16ª    | 27 luglio | Luchon > Pau                                  | 194   | Sylvère Maes       | Sylvère Maes        |
|        | 28 luglio | giorno di riposo                              |       |                    |                     |
| 17ª    | 29 luglio | Pau > Bordeaux                                | 229   | René Le Grevès     | Sylvère Maes        |
| 18ª-1ª | 30 luglio | Bordeaux > Saintes                            | 117   | Éloi Meulenberg    | Sylvère Maes        |
| 18ª-2ª | 30 luglio | Saintes > La Rochelle (Cron. individuale)     | 75    | Sylvère Maes       | Sylvère Maes        |
| 19ª-1ª | 31 luglio | La Rochelle > La Roche-sur-Yon                | 81    | Marcel Kint        | Sylvère Maes        |
| 19ª-2ª | 31 luglio | La Roche-sur-Yon > Nantes (Cron. individuale) | 65    | Félicien Vervaecke | Sylvère Maes        |
| 19ª-3ª | 31 luglio | Cholet > Angers                               | 67    | Paul Maye          | Sylvère Maes        |
| 20ª-1ª | 1º agosto | Angers > Vire                                 | 204   | René Le Grevès     | Sylvère Maes        |
| 20ª-2ª | 1º agosto | Vire > Caen (Cron. individuale)               | 55    | Antonin Magne      | Sylvère Maes        |
| 21ª    | 2 agosto  | Caen > Parigi                                 | 234   | Arsène Mersch      | Sylvère Maes        |
| Totale | Totale    | Totale                                        | 4 438 |                    |                     |

## Squadre e corridori partecipanti
| N.      | Cod.    | Squadra             |
| ------- | ------- | ------------------- |
| 1-10    | BEL     | Belgio              |
| 11-20   | DEU     | Germania            |
| 21-30   | ESP/LUX | Spagna/ Lussemburgo |
| 31-40   | FRA     | Francia             |
| 51-54   | CHE     | Svizzera            |
| 55-58   | NLD     | Paesi Bassi         |
| 59-62   | YUG     | Jugoslavia          |
| 63-66   | ROU     | Romania             |
| 67-70   | AUT     | Austria             |
| 101-130 | -       | Cicloturisti        |

### Resoconto degli eventi
Il francese René Le Grevès fu il corridore che si aggiudicò il maggior numero di tappe, sei, mentre il vincitore della corsa Sylvère Maes si impose in quattro frazioni sulle ventisette totali (considerando come frazioni anche le semitappe). Maes conquistò la maglia gialla al termine dell'ottava prova, mantenendola fino a Parigi. Alla fine delle ventisette frazioni fu leader per venti volte.
Al Tour de France 1936 parteciparono 90 corridori, dei quali 43 giunsero a Parigi. Il governo italiano vietò ai propri corridori di partecipare al Tour per motivi politici.

## Classifiche finali

### Classifica generale - Maglia gialla
| Pos. | Corridore          | Squadra     | Tempo      |
| ---- | ------------------ | ----------- | ---------- |
| 1    | Sylvère Maes       | Belgio      | 142h47'32" |
| 2    | Antonin Magne      | Francia     | a 26'55"   |
| 3    | Félicien Vervaecke | Belgio      | a 27'53"   |
| 4    | Pierre Clemens     | Lussemburgo | a 42'42"   |
| 5    | Arsène Mersch      | Lussemburgo | a 52'52"   |
| 6    | Mariano Cañardo    | Spagna      | a 1h03'04" |
| 7    | Mathias Clemens    | Lussemburgo | a 1h10'44" |
| 8    | Léo Amberg         | Svizzera    | a 1h19'13" |
| 9    | Marcel Kint        | Belgio      | a 1h22'25" |
| 10   | Léon Level         | Francia     | a 1h27'57" |

### Classifica scalatori
| Pos. | Corridore         | Squadra | Punti |
| ---- | ----------------- | ------- | ----- |
| 1    | Julián Berrendero | Spagna  | 132   |
| 2    | Sylvère Maes      | Belgio  | 112   |
| 3    | Federico Ezquerra | Spagna  | 70    |